# 佐倍乃神社
佐倍乃神社(さえのじんじゃ)は、宮城県名取市にある神社である。
旧社格は郷社。

## 祭神
- 猿田彦大神と天鈿女命の夫婦神を祀る。
  - その他に、式内社・佐具叡神社(後述)や近隣地域の神社10社を合祀している。

## 由緒
由緒書によれば、当社の創建は景行天皇40年（110年）、日本武尊の東征の折に勧請されたという。例祭は、東征の時から毎年4月20日に催行されている。その他にも垂仁天皇の御代には八津峯に鎮座していたという説や、雄略天皇の御代には社殿が建立されたとも云われる。しかし、慶長7年（1602年）に当社が野火にあった際に、古来からの文献や宝物が一切焼失したため詳細は不明である。
後柏原天皇の御代、大永2年（1522年）10月23日に本殿が造営され、文禄元年（1592年）2月15日に伊達政宗により社殿の修繕が行われた。元禄13年（1701年)）10月19日には伊達綱村により拝殿の修繕が行われ、祭田20石の寄進が行われるなど、民衆のみならず歴代伊達藩主からも篤く崇敬された。
享保17年(1733年)には宗源宣旨を受け、神階「正一位」を授与。往古から社名を村社「道祖神社」としていたが、明治時代初期に現在の社名である村社「佐倍乃神社」へ改称した。明治41年（1908年）11月に郷社に列格し、同43年3月には幣帛供進社に指定された。明治41年（1908年）には延喜式内社の佐具叡神社や近隣地域の神社10社を合祀した。
佐倍乃神社の祭神である猿田彦大神は、天孫降臨の際に皇御孫命である邇邇芸命を先導した神とされており、そのことから「道祖神」や「幸神（さいのかみ）」と呼ばれている。当社の社名の「佐倍乃（さえの）神社」は「幸神（さいのかみ）」の名称にちなむものである。佐倍乃神社は、主に人生や生活の道開き・交通安全の神社として崇敬を集めており、その他にも縁結び・五穀豊穣・商売繁盛・家運隆盛の御神徳があるとされている。
また、もう一柱の祭神である天鈿女命は猿田彦大神の妃神であり、天の岩戸開きのときに岩戸の前で舞を踊った神とされる。そのため、当社は音楽・芸能技芸向上の神や夫婦和合の神として信仰されており、芸能関係者が参拝に来るという。
松尾芭蕉も曽良とともに当社と実方中将の墓を目指して旧暦5月4日（現在の6月20日頃）やってきた。しかし、五月雨にぬかるんだ道は、長旅により疲労した二人の体には重いものがあった。そのため二人は佐倍乃神社と実方中将の墓への参拝を断念し「笠嶋は　いづこさ月の　ぬかり道」と一句詠み、神社や中将の墓のある当たりを眺めるにとどまったという。東北本線館腰駅から南西に450メートルほどの川沿いの場所には「道祖神路の道標」と呼ばれる石標がある。

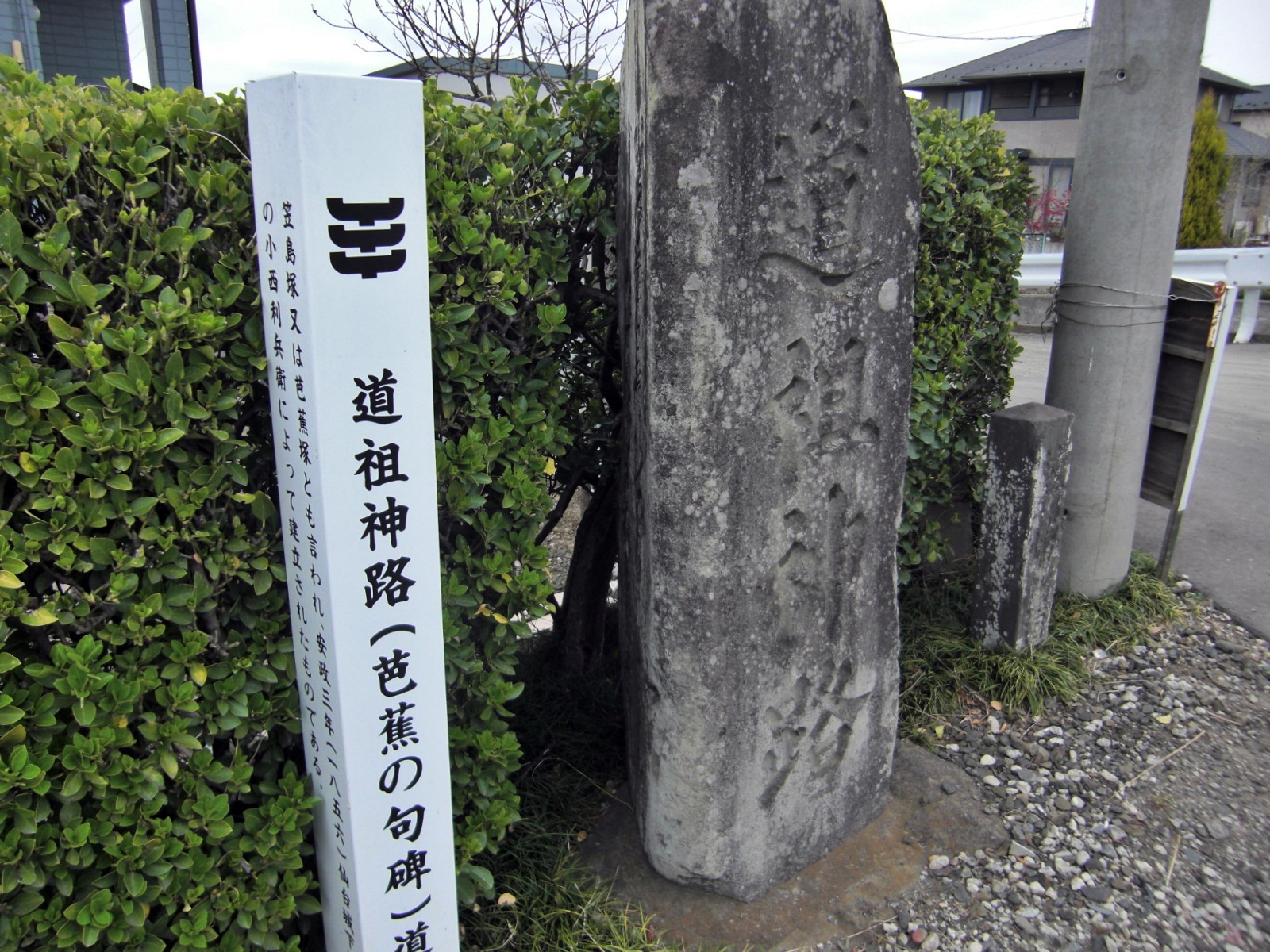
道祖神路の石標

## 境内
- 社殿（拝殿・幣殿・三間社流造の本殿）
- 境内には御神門兼神楽殿がある。神楽殿では例祭日に出雲流神楽である「道祖神神楽」が奉納される。この神楽は文政2年（1819年）に当時の神主である宍戸壱岐守が常陸国一之宮鹿島神宮から伝えられたもので、出雲流3拍子と言われる独特のリズムを持つという。道祖神神楽は宮城県指定無形文化財に指定されており、太白区郡山の諏訪神社など近隣地域の神社の例祭でも奉納されている。
- その他にタラヨウの巨木（樹高20メートル・樹幹80センチメートルのもので、北限地帯のものでは珍しいという）や、境内社の大国社・正一位田村神社が鎮座している。

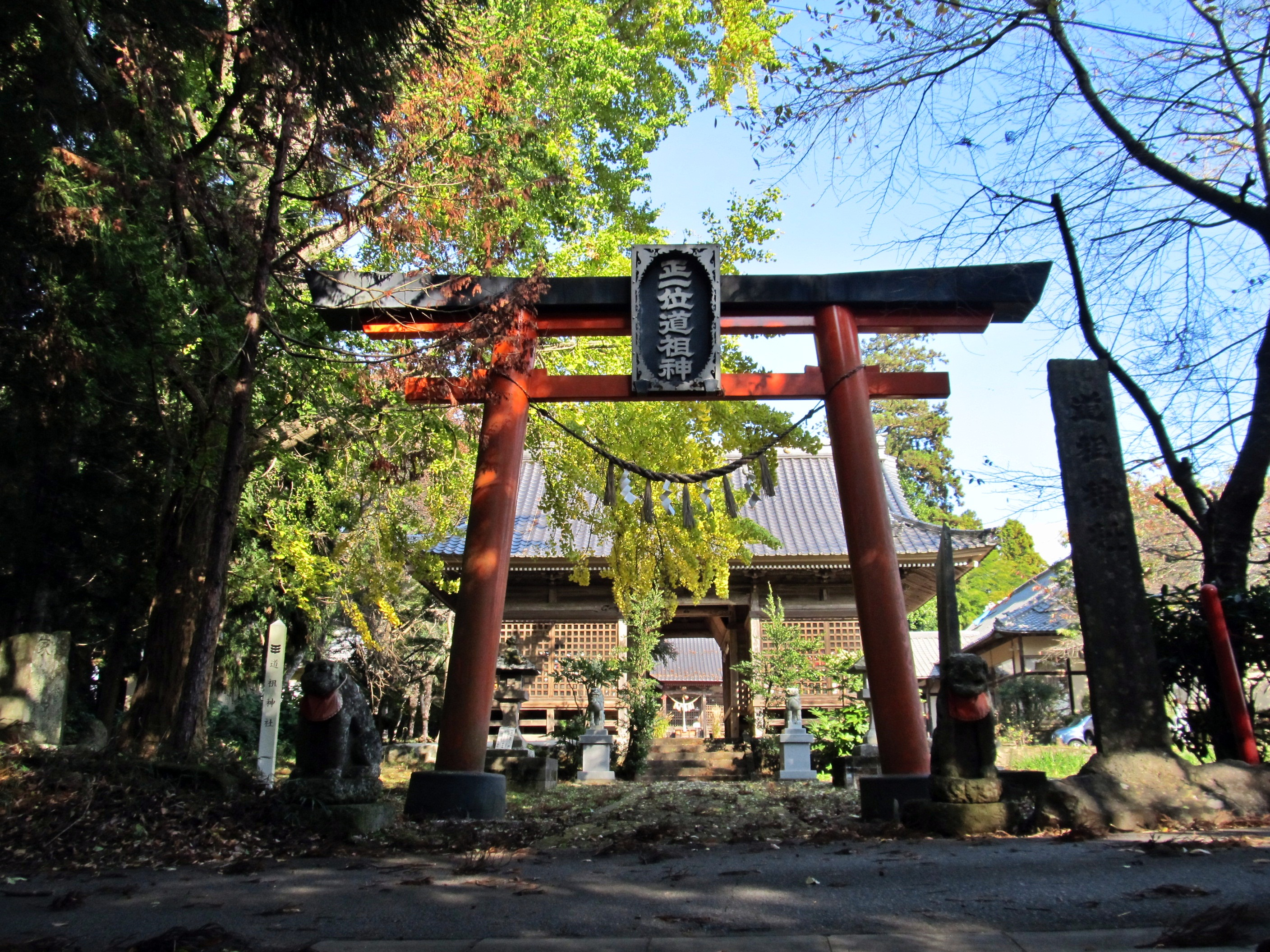
佐倍乃神社鳥居
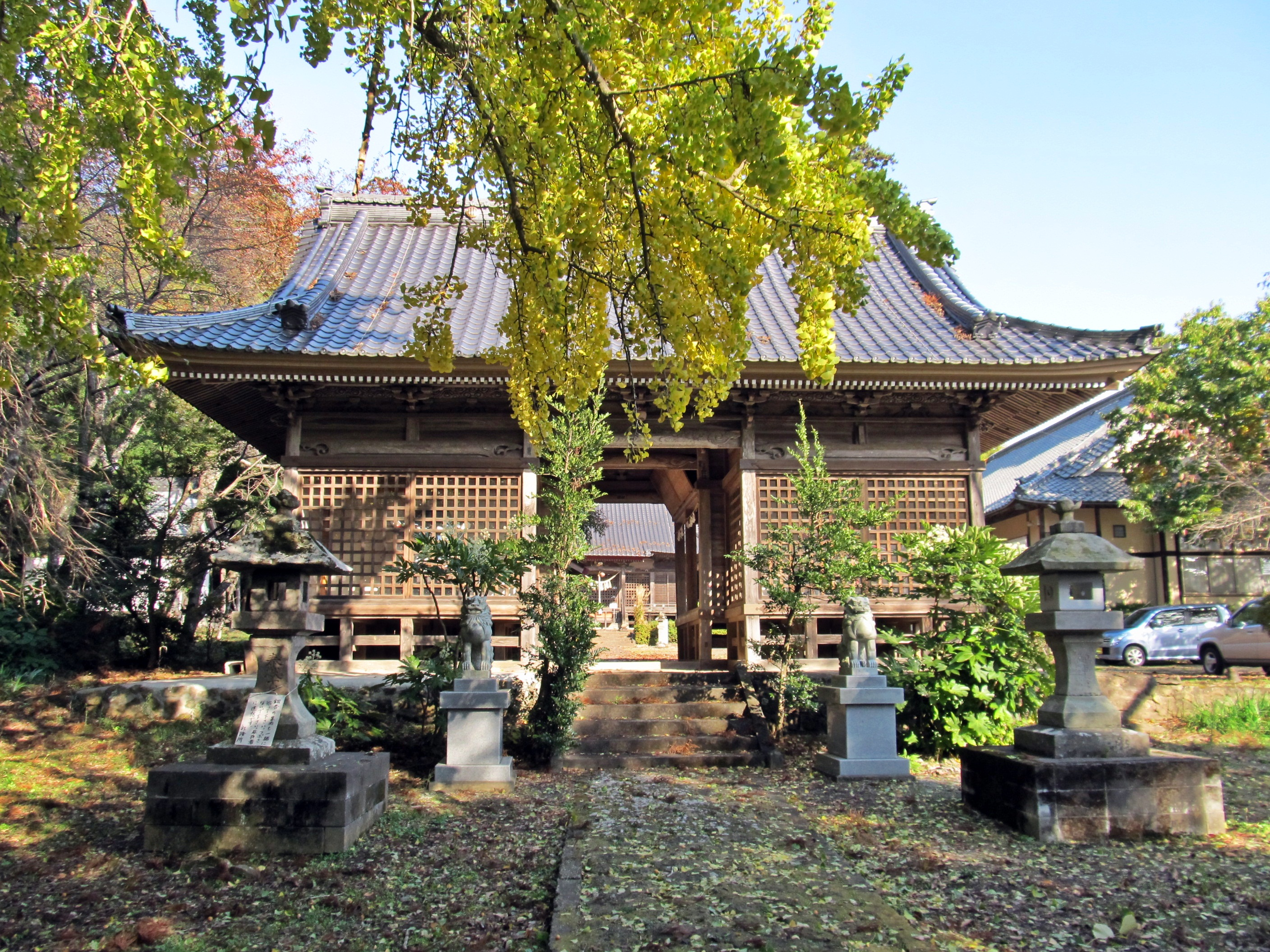
御神門兼神楽殿
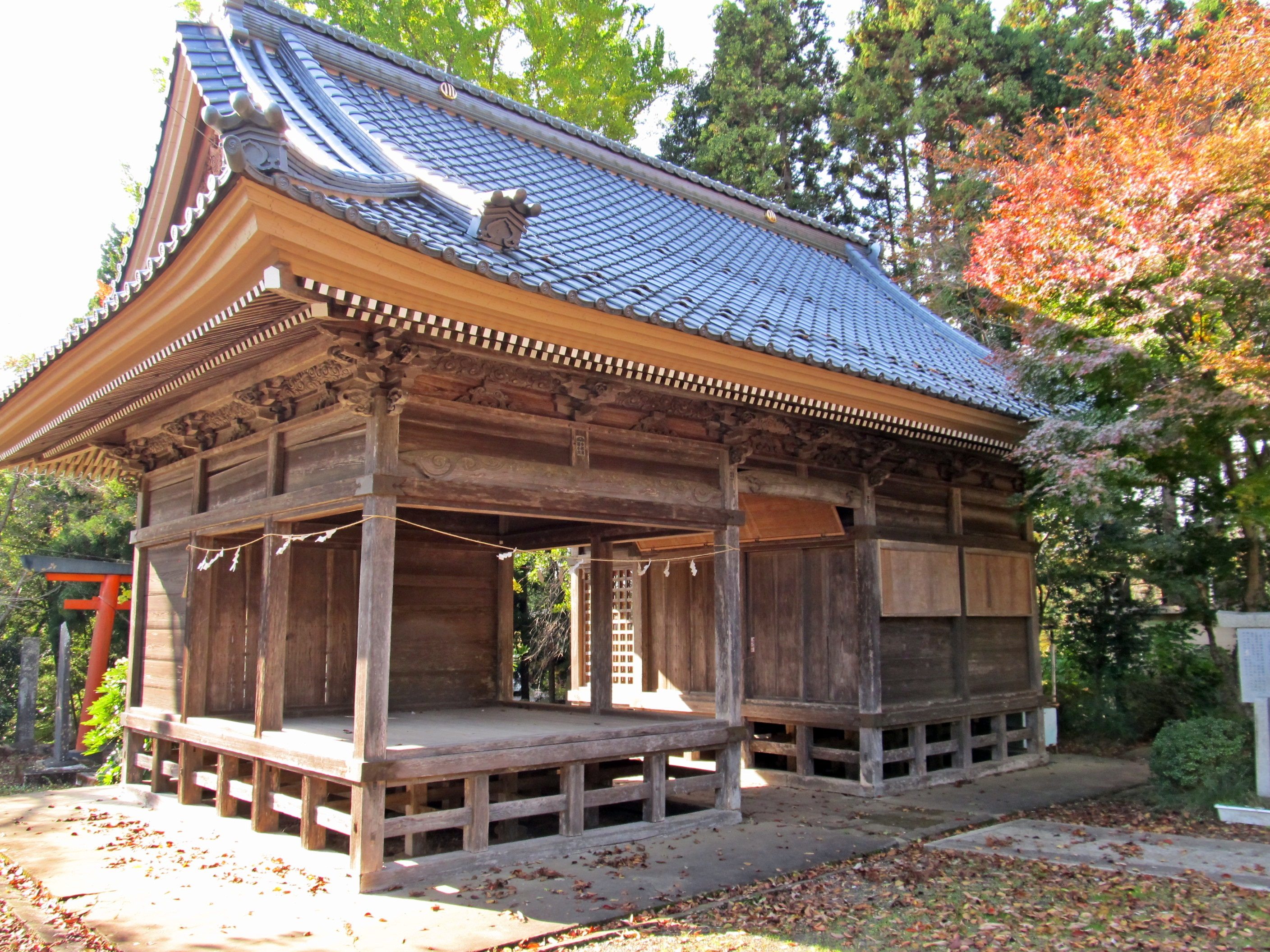
神楽殿
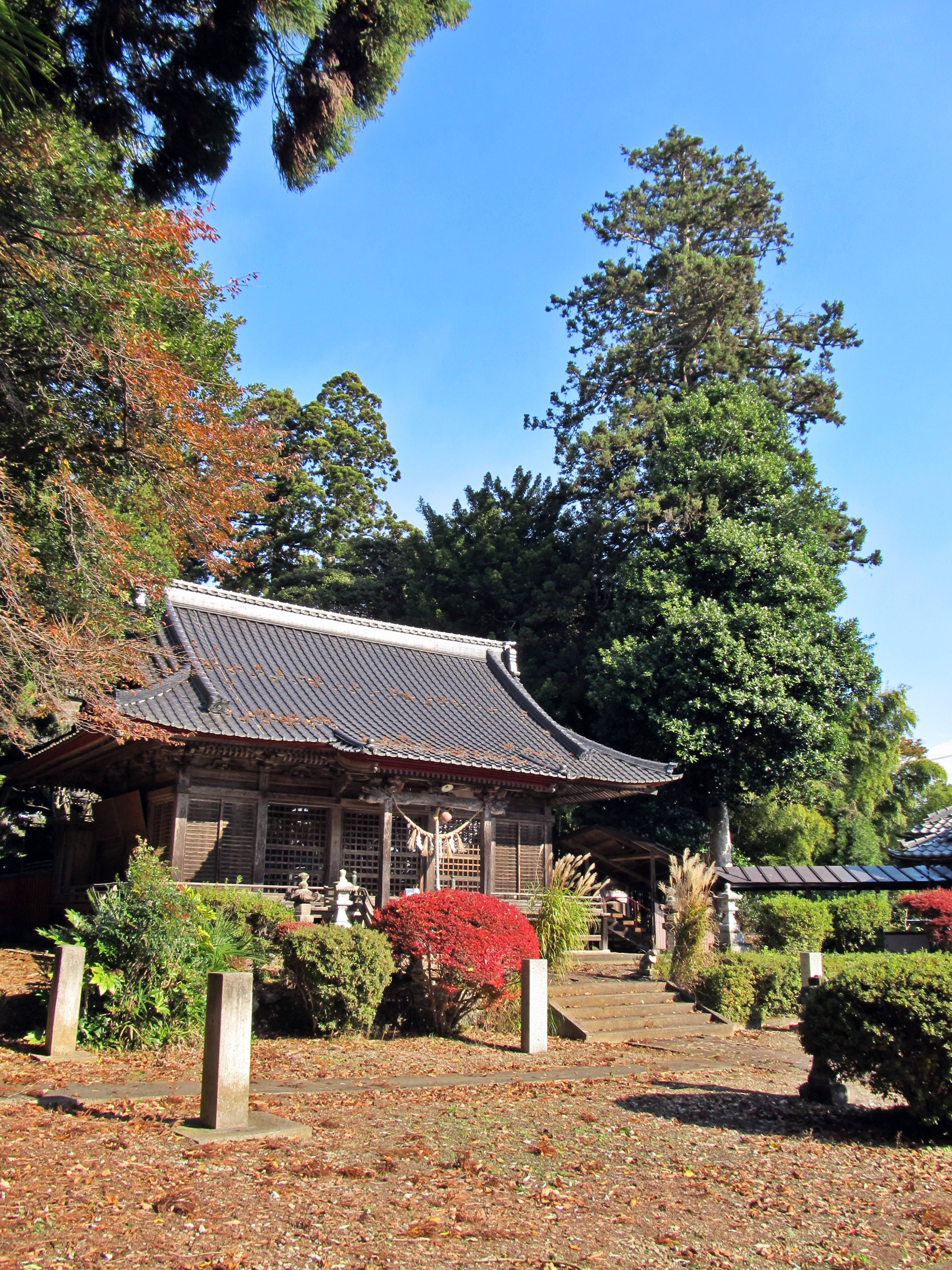
佐倍乃神社境内 社殿の隣の木がタラヨウの巨木である
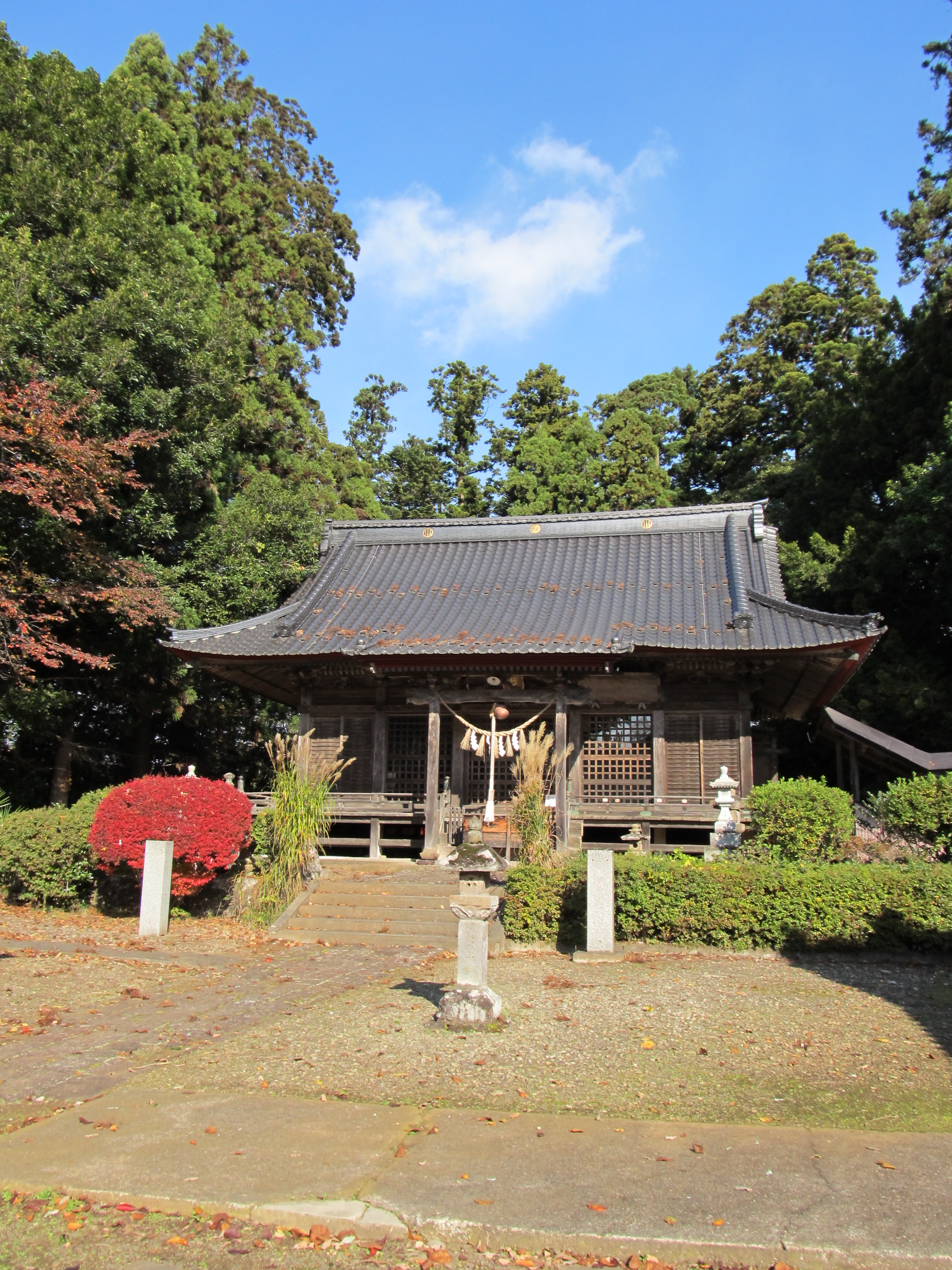
佐倍乃神社拝殿
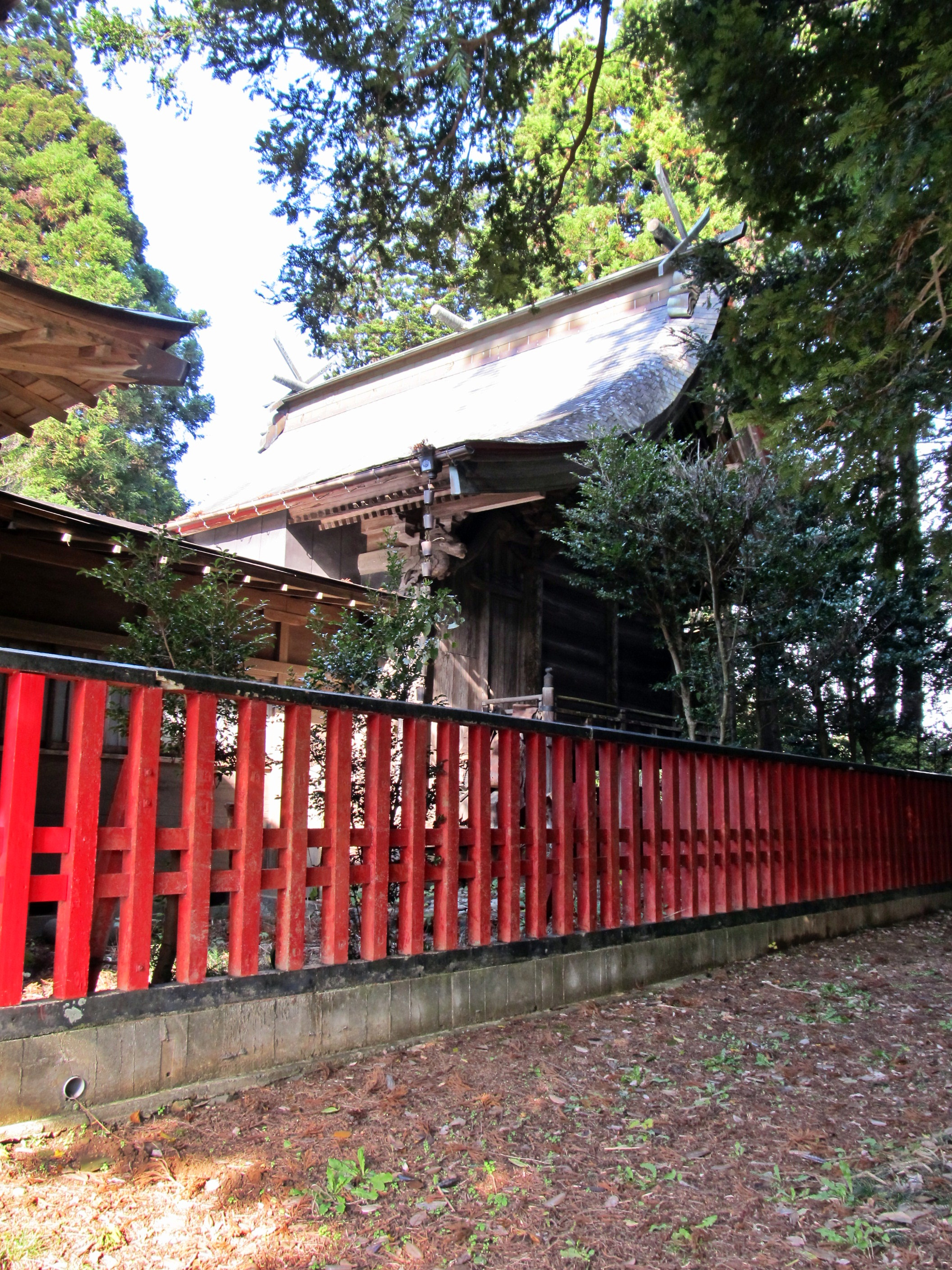
三間社流造の本殿
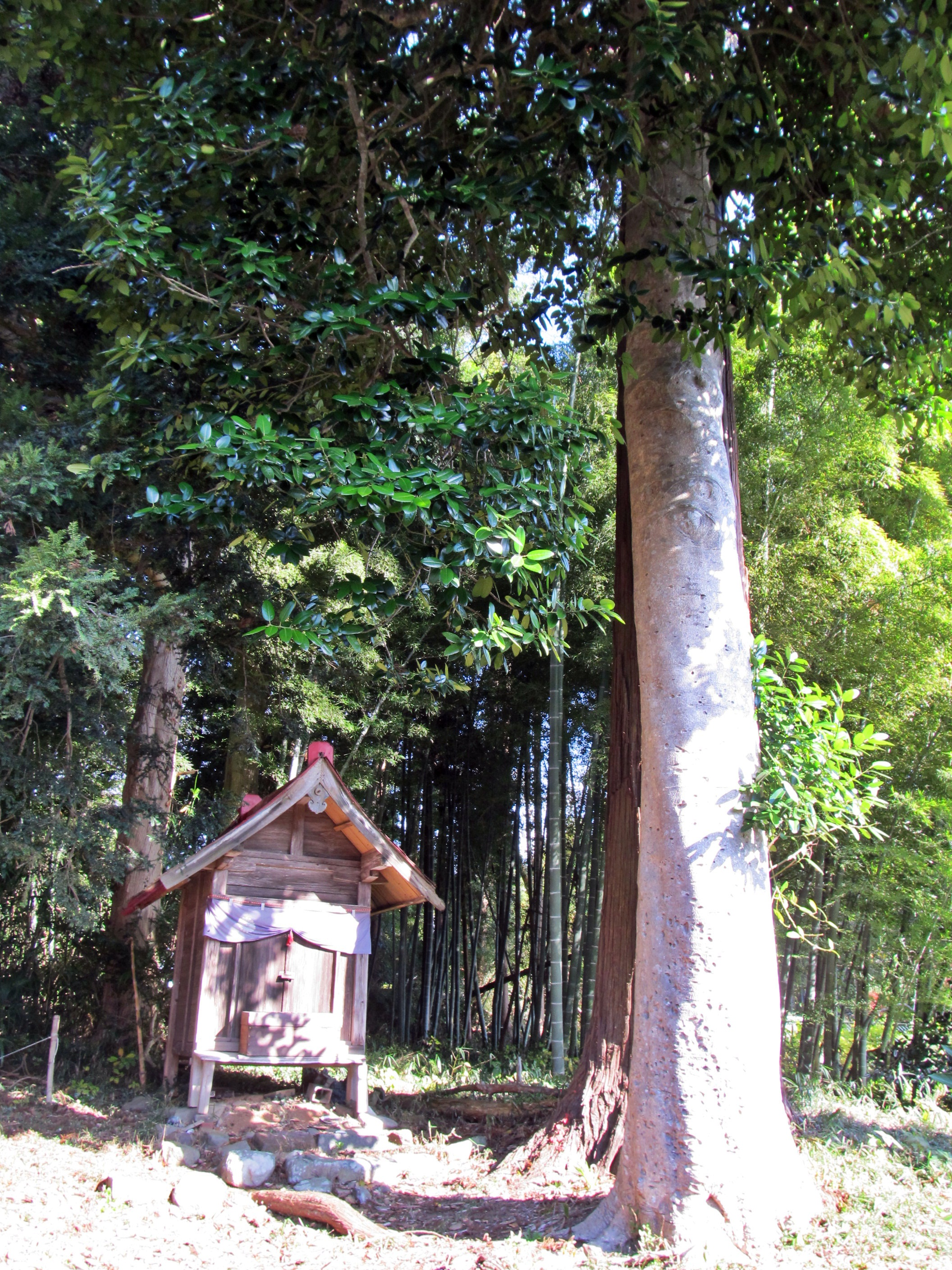
大国社とタラヨウの巨木
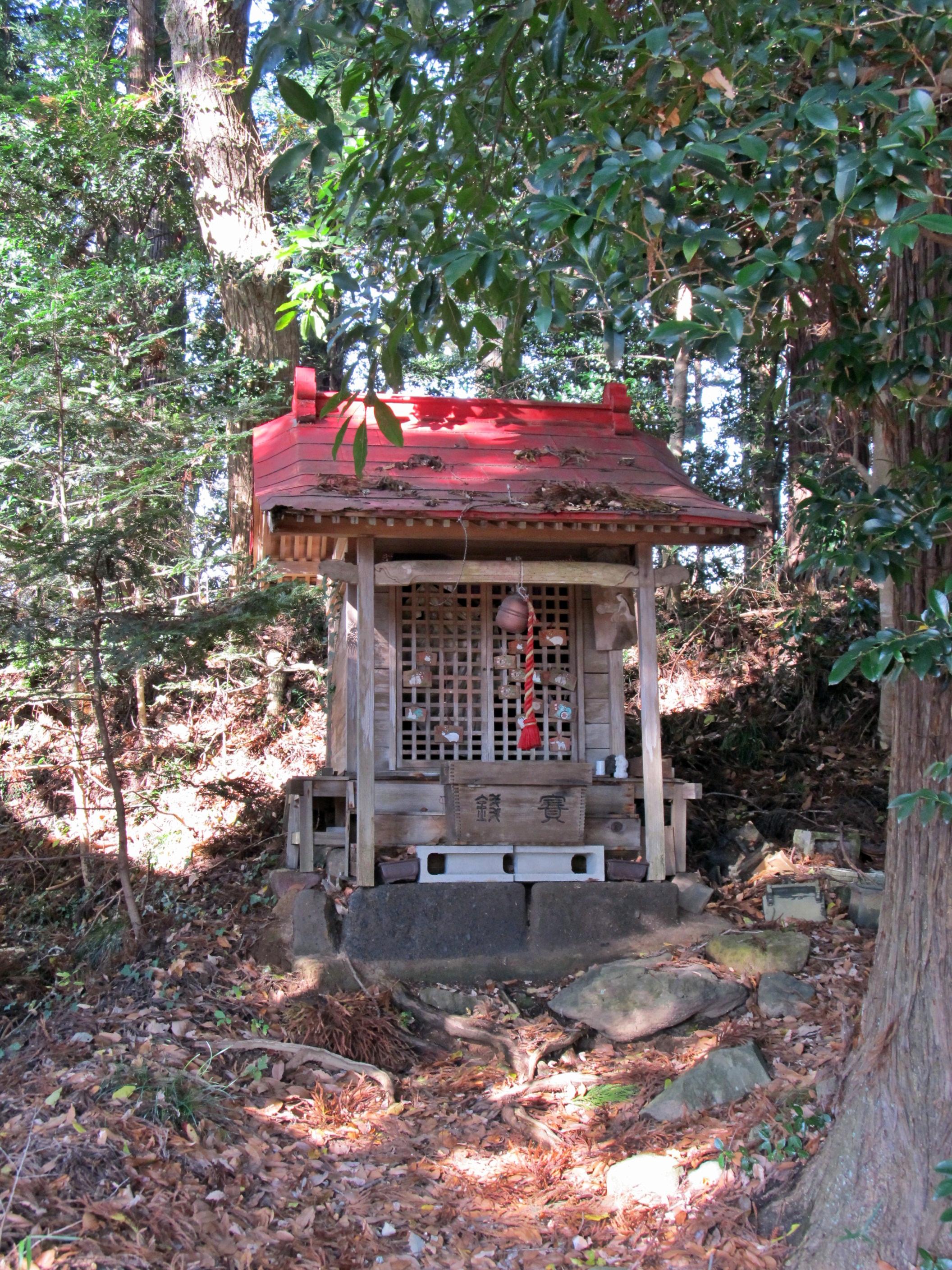
正一位田村神社

## 佐具叡神社（さぐえじんじゃ）
佐具叡神社（さぐえじんじゃ）は、宮城県名取市にある神社である。陸奥国延喜式式内社百座のうち名取郡にある二座のうちの一座である。明治41年に佐倍乃神社境内に合祀されている。

### 由緒
佐倍乃神社から北に1キロメートルほどの場所に「実方中将の墓」と伝えられる史跡がある。この墓の西側の民家裏に小さな神社があり、その神社が合祀前の佐具叡神社の元宮である。祭神については諸説あるが、現在は造化三神の高皇産霊神とされている。

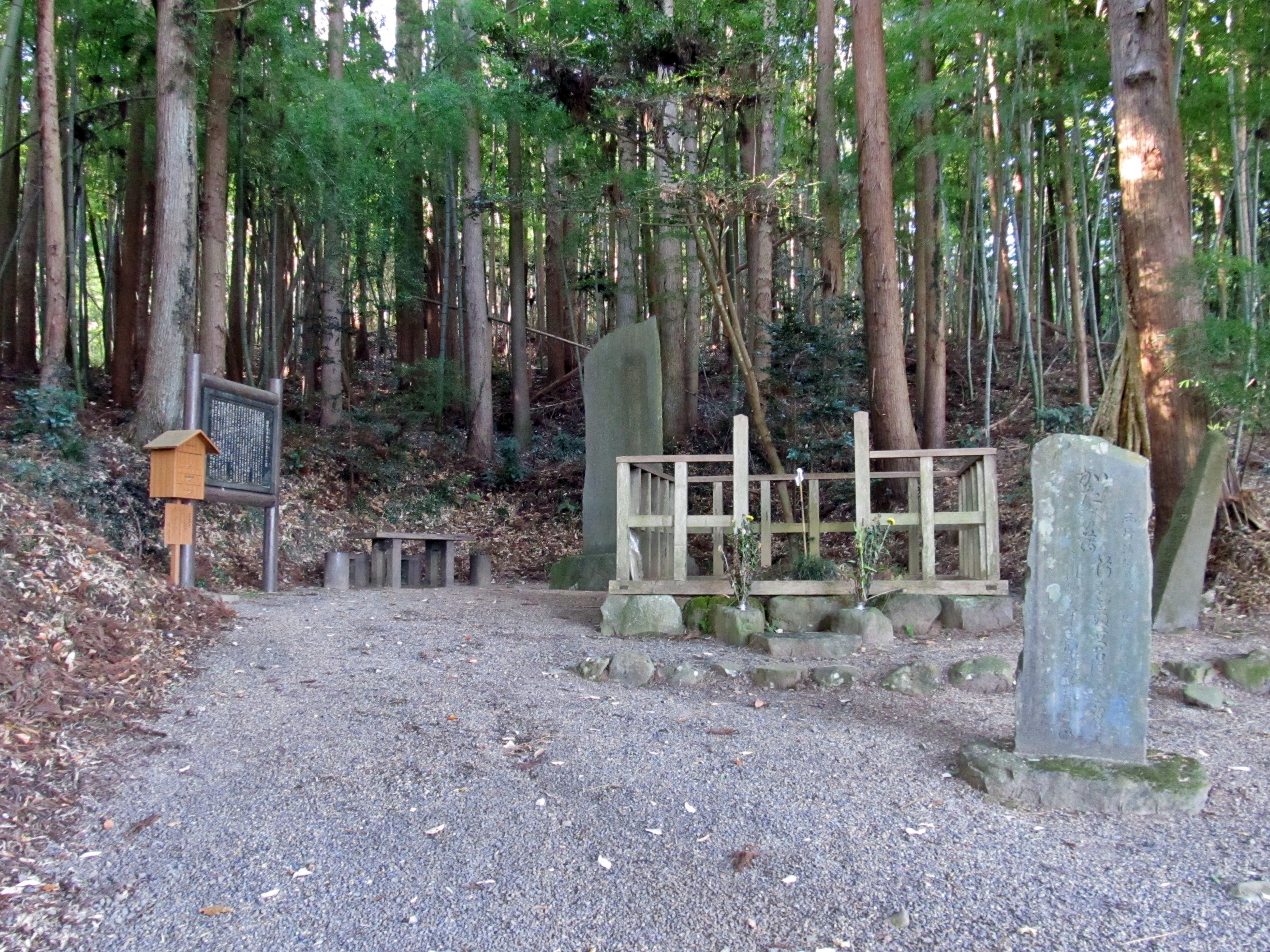
実方中将の墓
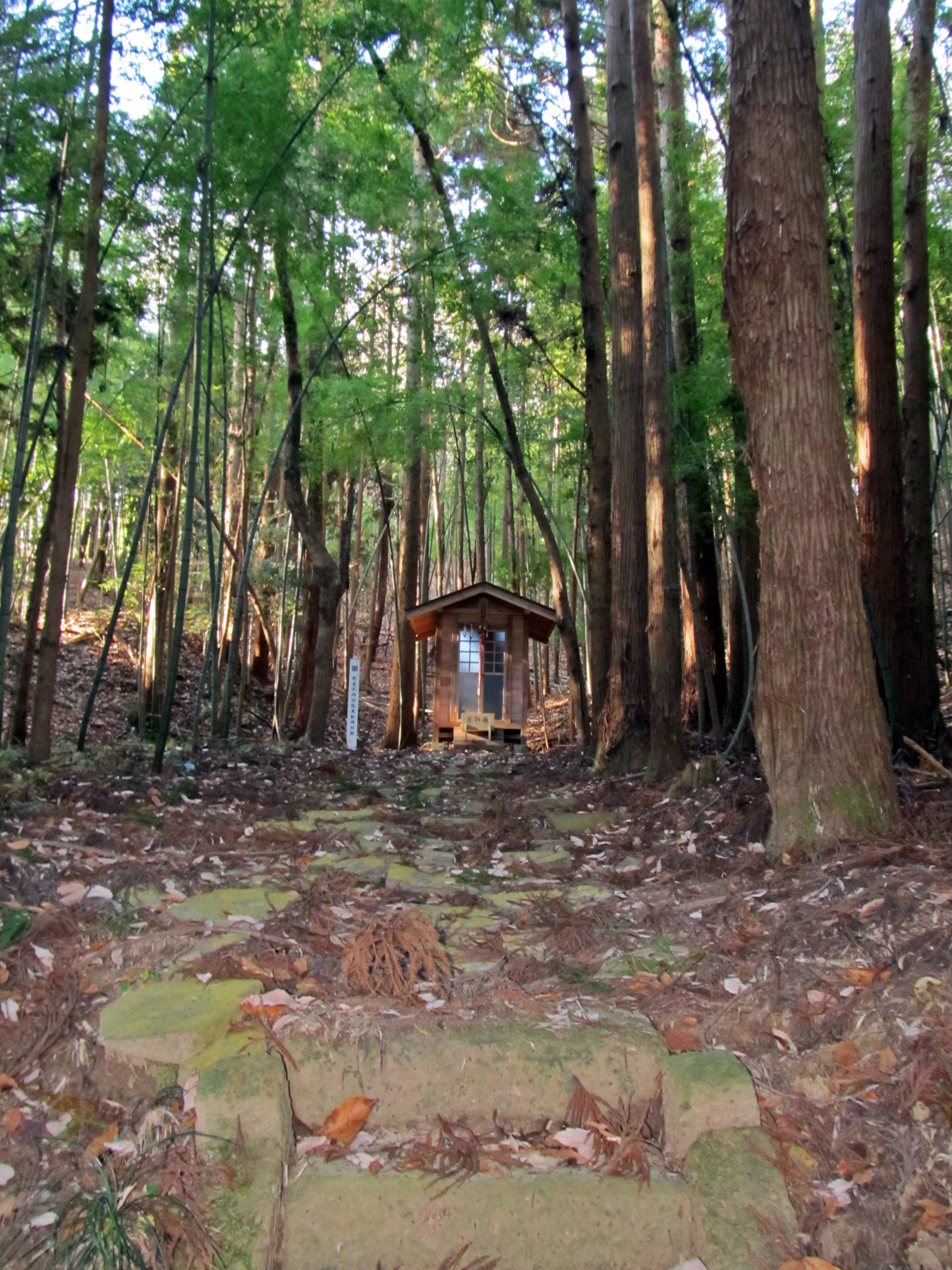
佐具叡神社元宮参道
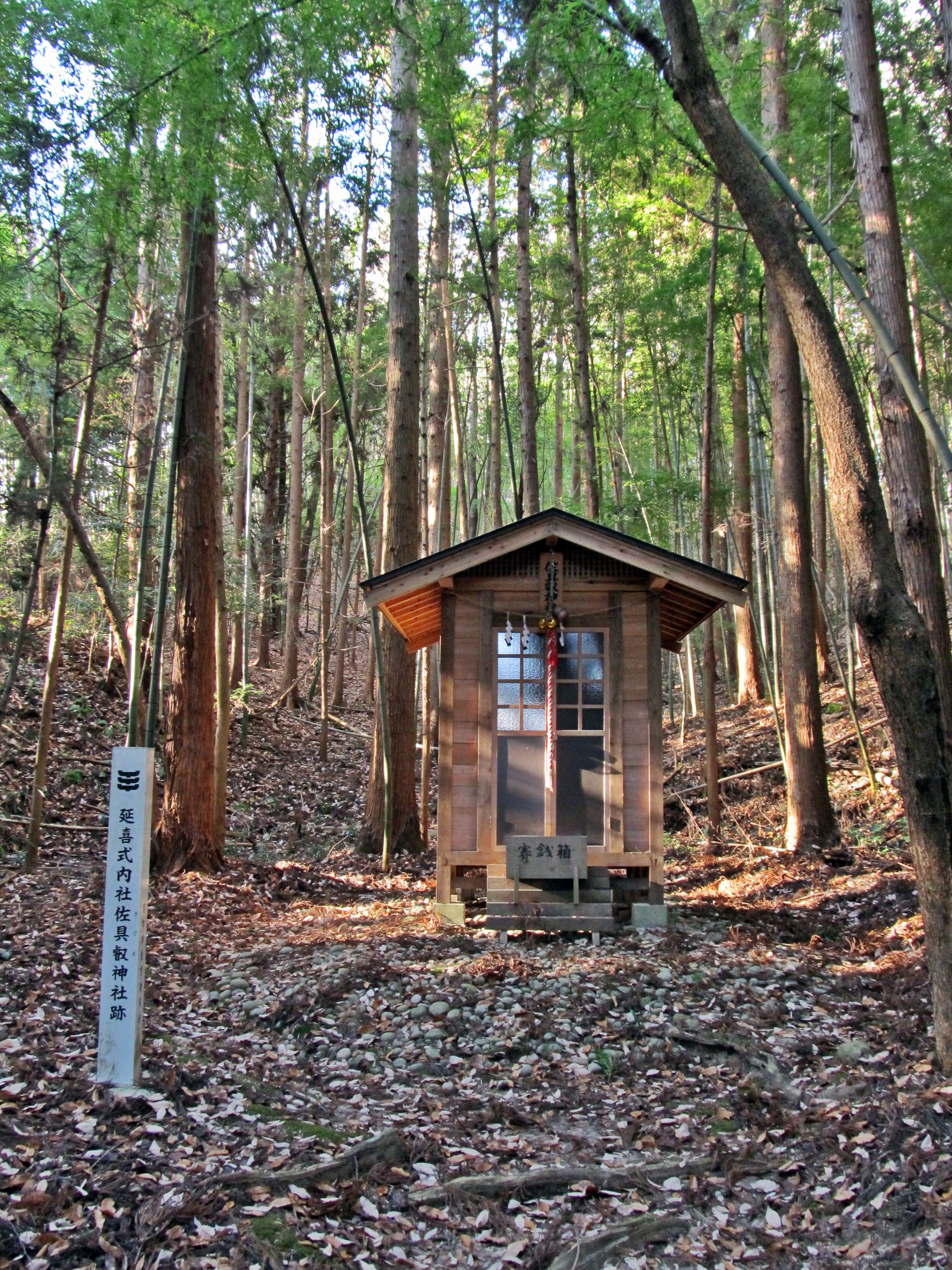
佐具叡神社元宮社殿

「源平盛衰記」には実方中将の墓が当地にある経緯が書かれている。
- 実方中将は一条天皇の御前で騒動を起こし、天皇の勘気を受け陸奥国へと左遷されることとなった。この元宮の前（一説には佐倍乃神社の前とも）を実方中将が乗馬して通った時、土地の民が「このお社の神は霊験あらたかで、賞罰をはっきり示される神です。どうか下馬して再度参拝してからお通りください」と告げた。中将が「この社の神はどのような神か」と聞くと、土地の民は「京の都の賀茂の河原の西で、一条の北に坐す出雲路道祖神（現在の京都市上京区の出雲路幸神社）の娘です。大切に育てられ、良き者がいれば嫁がせようとされていましたが、商人に嫁いだために勘当され、この国へ追いやられたところをこの地の人々が神として崇め祀ったものです。身分の上下や男女問わず、願い事があるときは男根型の物を作って奉納し祈願すれば叶わない物事はないでしょう。どうぞ下馬した上で参拝し故郷へお帰りください。」と答えた。それを聞いた中将は「なんて下品な女神だ！そんな神の前で下馬して参拝するには及ばない。」と言い、そのまま馬に乗り走りだしたという。神はそれを聞き大いに怒り、馬ともども中将を殺してしまったという。

また、佐具叡神社元宮の北数メートルの場所には、「佐具叡神社磐境地」と呼ばれる佐具叡神社の神の依代となる石積みがある。

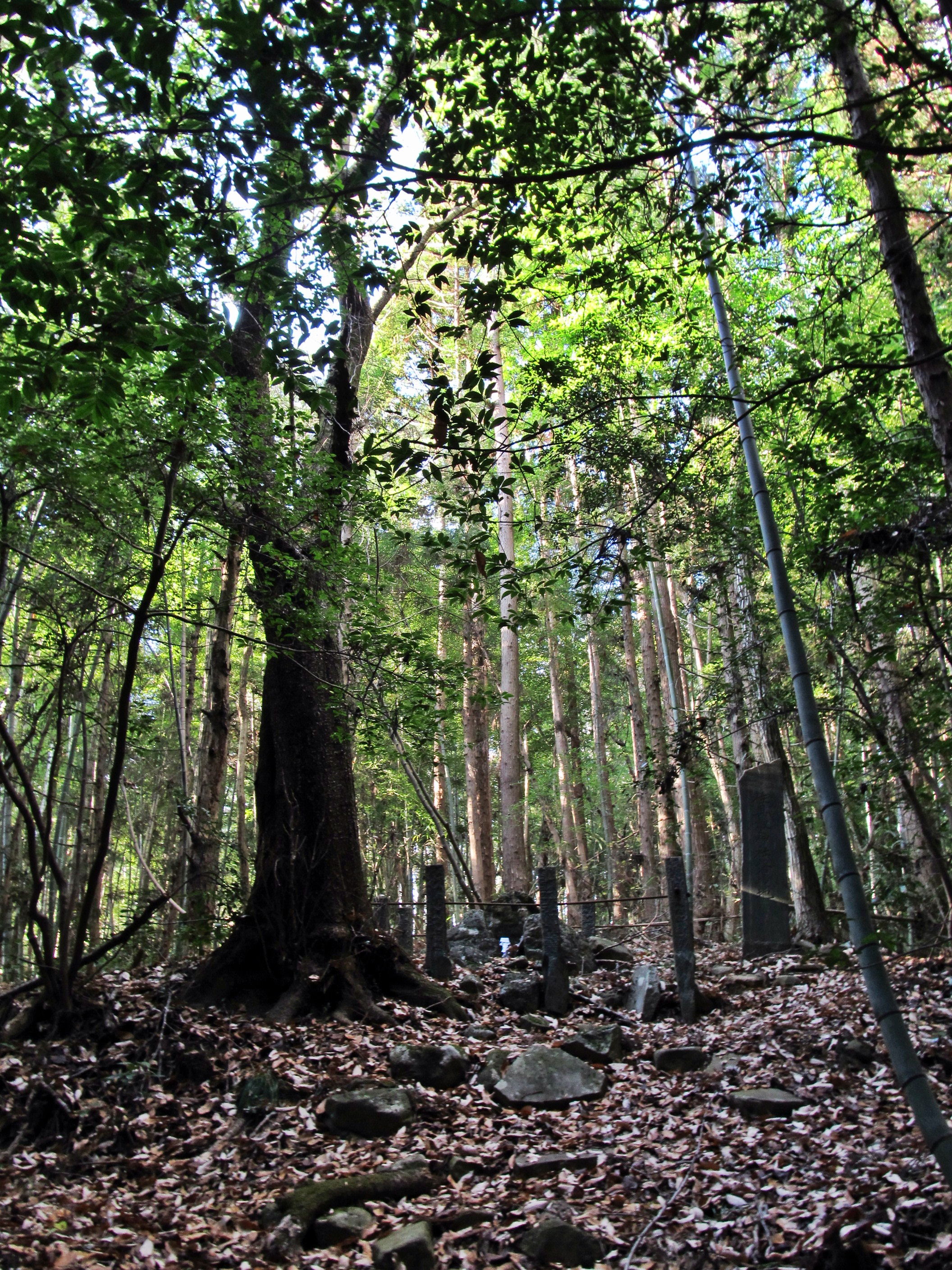
磐境地遠景
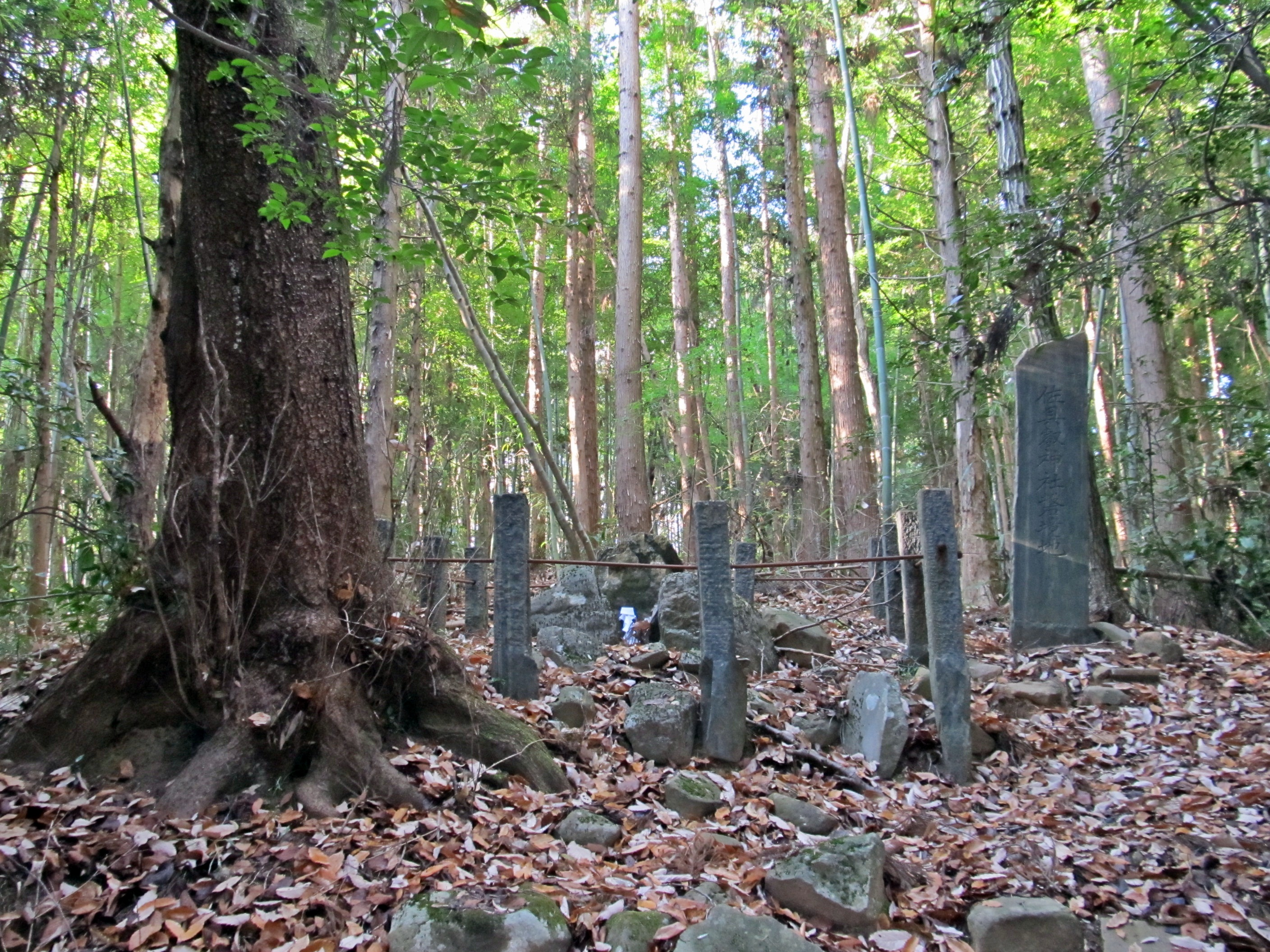
佐具叡神社磐境地

### 現在の佐具叡神社
現在、佐具叡神社は佐倍乃神社に合祀され、社殿は境内西側に鎮座している。社殿は春日造のものである。

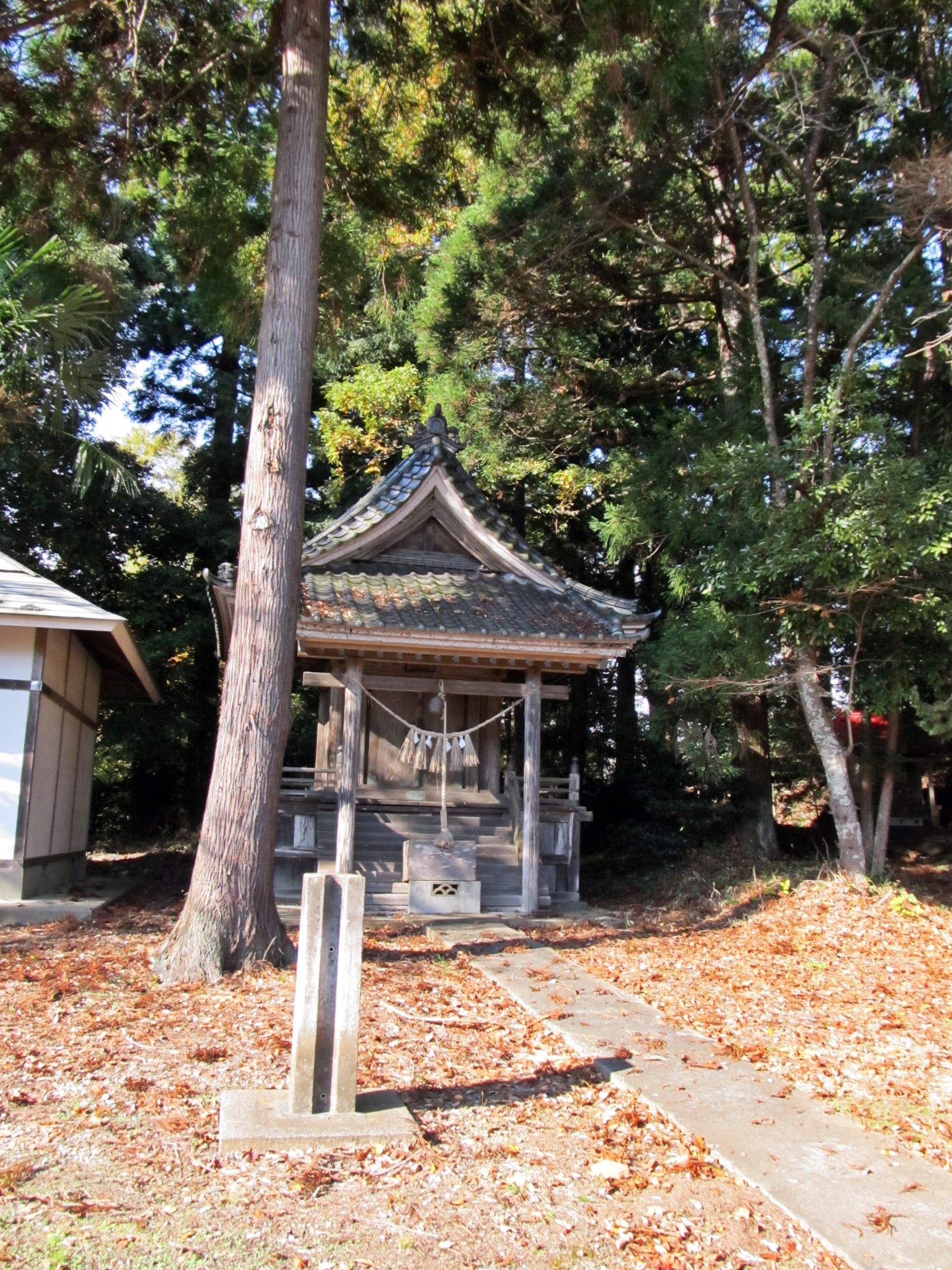
佐具叡神社
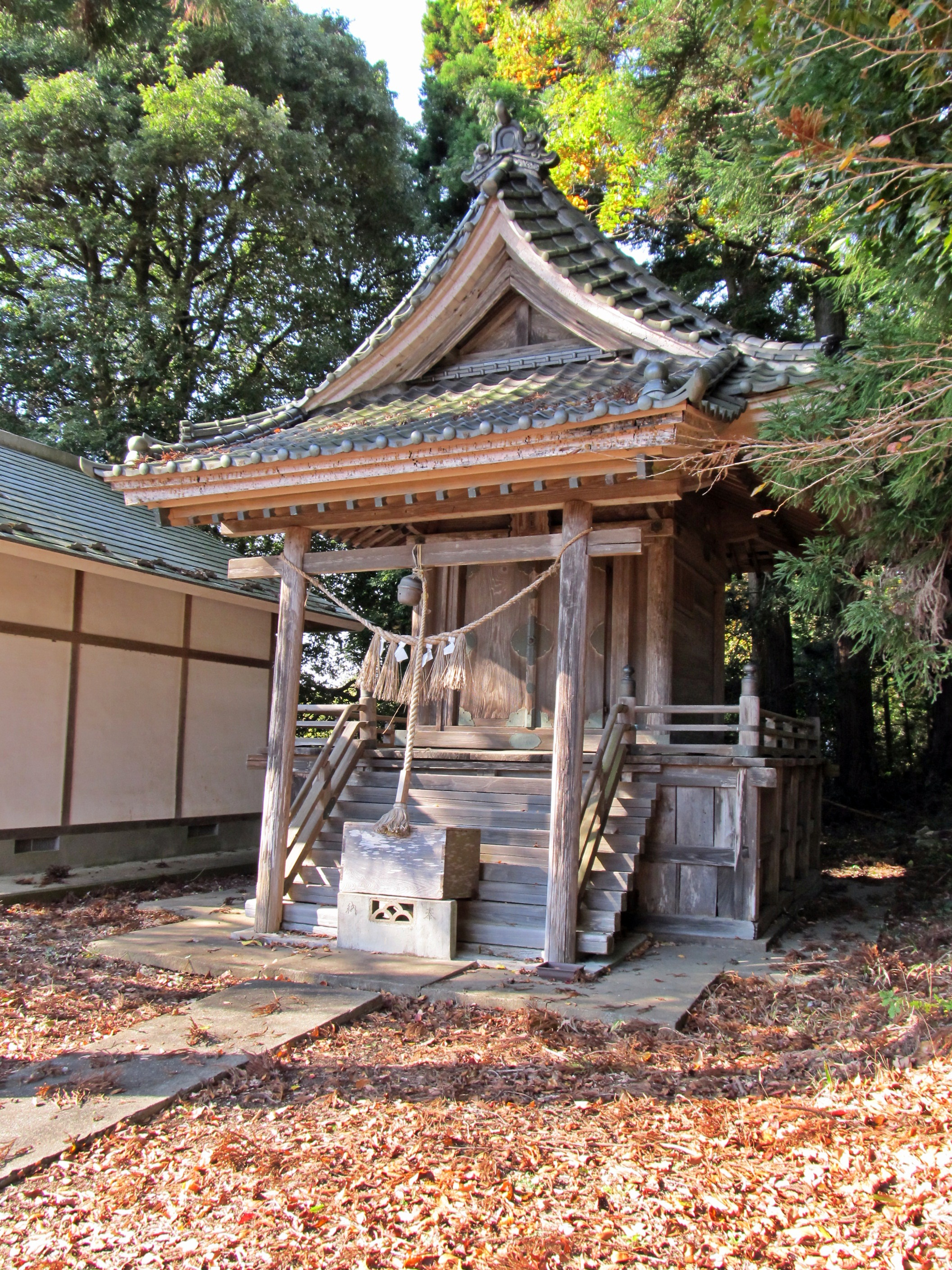
春日造の佐具叡神社社殿
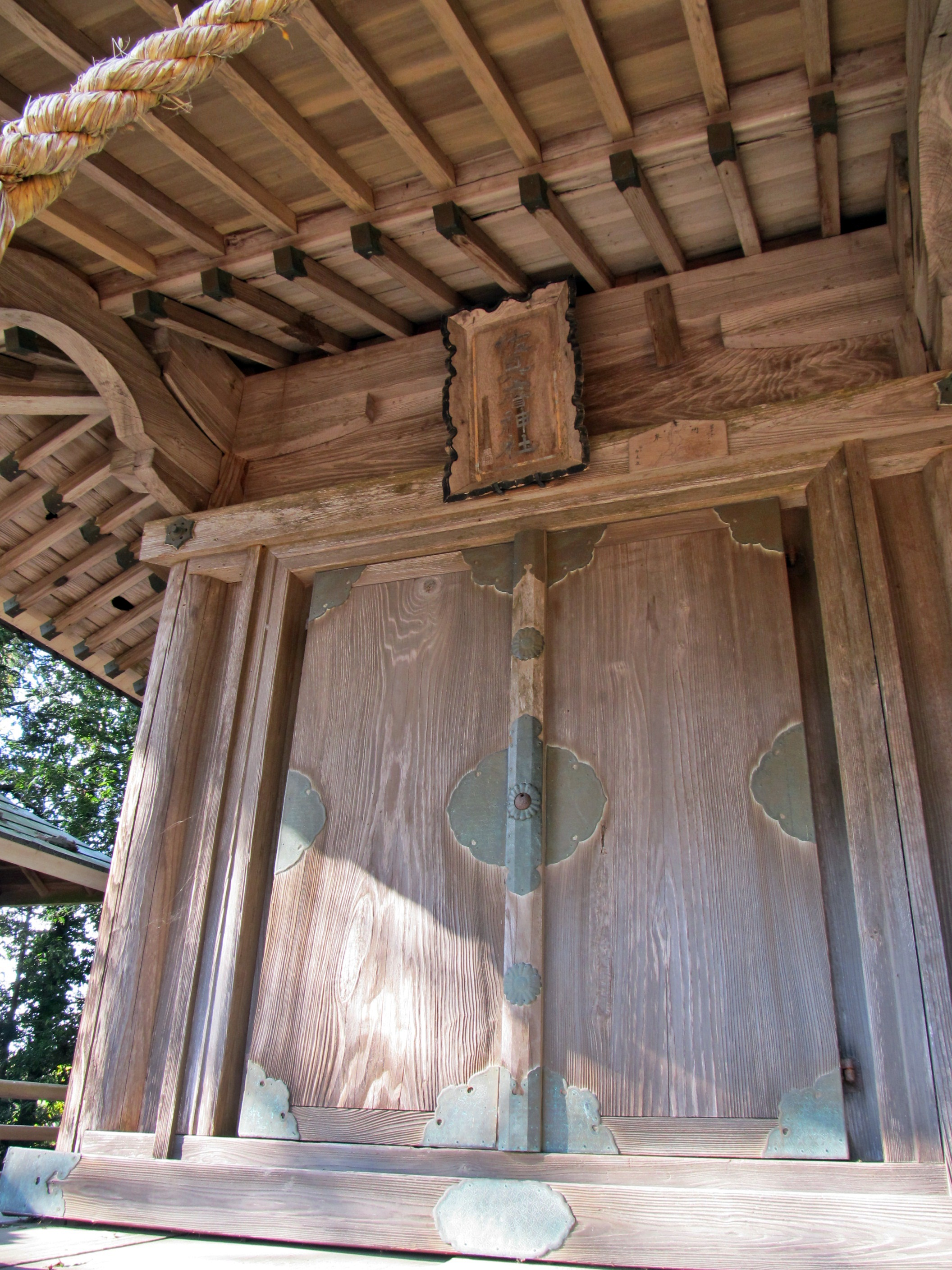
佐具叡神社扁額